# Palazzo Capponi della Croce Rossa
Il palazzo Capponi della Croce Rossa (o Casa Capponi) è un edificio storico del centro di Firenze, situato in borgo San Frediano 10-12, con affaccio posteriore sul lungarno Soderini 11.

## Storia e descrizione
Walther Limburger dice l'edificio con porte e finestre del piano terreno secondo la maniera di Gherardo Silvani, suggerendo di identificarlo con una casa di proprietà di Vincenzo Capponi per il quale, secondo la testimonianza di Filippo Baldinucci, l'architetto avrebbe lavorato. L'ipotesi è stata avvalorata anche dalla letteratura successiva che così ha ricostruito le vicende della fabbrica: il primo nucleo dell'edificio sarebbe stato eretto per volere di Bartolomeo Capponi (1408-1487) e nei secoli successivi sarebbe stato oggetto di ristrutturazioni e ampliamenti, presumibilmente anche con un intervento del Silvani, al quale, ad esempio, si potrebbe ricondurre il portale e la grande finestra al numero 10 su borgo San Frediano (che peraltro sono gli unici elementi di pregio di un fronte altrimenti oltremodo semplice). I successivi passaggi di proprietà sono così ricostruiti da Angiolo Pucci (che scrive attorno al 1930): «Nei Capponi rimase il possesso fino al secolo scorso. Nello stesso secolo fu venduto a Giovanni Pucci, camarlingo del Comune di Firenze. Dopo la morte del figlio Luigi ch'era stato l'erede di Giovanni il palazzo toccò al genero Winckler». 
Nel 1919 la fabbrica divenne proprietà della Croce Rossa Italiana. 
L'ingresso sul lungarno Soderini introduce a un cortile con un elegante porticato e, su un lato, una trabeazione in legno con loggiato sovrastante.
Nel 1964-1965 fu oggetto di un restauro diretto dall'ingegnere Leonardo Morozzi, che tra l'altro portò al rifacimento degli intonaci e ad una nuova pavimentazione del cortile (intervento premiato dalla Fondazione Giulio Marchi nel 1967).
Attualmente il palazzo ospita la sede del Comitato di Firenze della Croce Rossa Italiana.

## Parco della Rimembranza della Croce Rossa Italiana
All'esterno dell'edificio si trova quello che rimane del Parco della Rimembranza inaugurato negli anni Venti del Novecento a ricordo dei caduti della Prima guerra mondiale della Croce Rossa Italiana, i cui nominativi sono incisi su una lapide posta nel cortile interno. Tale spazio è costituito da un’area a pianta rettangolare articolata in due spazi: uno esterno, chiuso su tre lati, in cui sono presenti dei locali di servizio, e uno centrale usato come parcheggio dei mezzi della Croce Rossa Italiana. Nel 1941 il parco fu sostituito da uno più ampio posto sulla collina di San Miniato a Firenze.